# Idéo du Thot
Idéo du Thot (né le 19 avril 1996) est un cheval hongre bai du stud-book Selle français, qui a concouru au niveau international en saut d'obstacles avec le cavalier suisse Beat Mändli, décrochant la finale de la Coupe du monde de saut d'obstacles 2006-2007 à Las Vegas. 

## Histoire
Idéo du Thot naît le 19 avril 1996 à l'élevage de Jean-François et Margareth Noël, dans la commune de Réville, près de Saint-Vaast dans la Manche (Normandie, France),,. 
Monté par le cavalier suisse Beat Mändli, il remporte la Coupe du monde de saut d'obstacles à Las Vegas en avril 2007. 
En octobre 2008, Rolf Theiler confie Idéo du Thot au jeune Martin Fuchs (16 ans),.

## Description
Idéo du Thot est un hongre de robe baie, inscrit au stud-book du Selle français. 

## Palmarès
Il atteint un indice de saut d'obstacles (ISO) de 180 en 2008.

## Origines
Idéo du Thot est un fils de l'étalon Selle français Arioso du Theillet, et de la jument Battante du Thot, par Shaliman du Thot. Il compte 54 % d'ancêtres Pur-sang, pour 43 % de Selle français et assimilés.
En souvenir de la victoire d'Idéo du Thot à Las Vegas, l'éleveur a baptisé le propre frère d'Idéo « Végas »
| Origines de Idéo du Thot                                    | Origines de Idéo du Thot                      | Origines de Idéo du Thot            | Origines de Idéo du Thot |
| ----------------------------------------------------------- | --------------------------------------------- | ----------------------------------- | ------------------------ |
| Père Arioso du Theillet 1988 - Selle français A Bai, 1,66 m | Persan II 1981 - 2000 Selle français A        | Grand Veneur 1972, Selle français A | Amour du bois            |
| Père Arioso du Theillet 1988 - Selle français A Bai, 1,66 m | Persan II 1981 - 2000 Selle français A        | Grand Veneur 1972, Selle français A | Tanagra G                |
| Père Arioso du Theillet 1988 - Selle français A Bai, 1,66 m | Persan II 1981 - 2000 Selle français A        | Épopée 1970, Selle français A       | Starter                  |
| Père Arioso du Theillet 1988 - Selle français A Bai, 1,66 m | Persan II 1981 - 2000 Selle français A        | Épopée 1970, Selle français A       | Timide                   |
| Père Arioso du Theillet 1988 - Selle français A Bai, 1,66 m | Quairelle 1982 - ? Selle français A           | I love you 1974, Selle français A   | Almé                     |
| Père Arioso du Theillet 1988 - Selle français A Bai, 1,66 m | Quairelle 1982 - ? Selle français A           | I love you 1974, Selle français A   | Elyria                   |
| Père Arioso du Theillet 1988 - Selle français A Bai, 1,66 m | Quairelle 1982 - ? Selle français A           | Maharanée 1978, Selle français A    | Night and day            |
| Père Arioso du Theillet 1988 - Selle français A Bai, 1,66 m | Quairelle 1982 - ? Selle français A           | Maharanée 1978, Selle français A    | Tanagra                  |
| Mère Battante du Thot 1989 - Selle français A Bai           | Shaliman du Thot 1984 - 1998 Selle français A | Brilloso 1967, Selle français A     | Furioso                  |
| Mère Battante du Thot 1989 - Selle français A Bai           | Shaliman du Thot 1984 - 1998 Selle français A | Brilloso 1967, Selle français A     | Pricesse Star            |
| Mère Battante du Thot 1989 - Selle français A Bai           | Shaliman du Thot 1984 - 1998 Selle français A | Favorite I 1971, Selle français A   | Quastor                  |
| Mère Battante du Thot 1989 - Selle français A Bai           | Shaliman du Thot 1984 - 1998 Selle français A | Favorite I 1971, Selle français A   | Artisane                 |
| Mère Battante du Thot 1989 - Selle français A Bai           | Kelfie 1976 - ? Selle français A              | Elf III 1970, Selle français A      | Ibrahim                  |
| Mère Battante du Thot 1989 - Selle français A Bai           | Kelfie 1976 - ? Selle français A              | Elf III 1970, Selle français A      | Osyris                   |
| Mère Battante du Thot 1989 - Selle français A Bai           | Kelfie 1976 - ? Selle français A              | Gerbe d'or 1972, Selle français A   | Starter                  |
| Mère Battante du Thot 1989 - Selle français A Bai           | Kelfie 1976 - ? Selle français A              | Gerbe d'or 1972, Selle français A   | Quoulette                |